# Hometime
Hometime è il quinto album in stusio della cantautrice pop Alison Moyet, pubblicato il 19 agosto 2002 dall'etichetta discografica Sanctuary Records.

## Tracce
1. Yesterday's Flame – 4:28 (Alison Moyet, Pete Glenister)
2. Should I Feel That It's Over – 4:01 (Moyet, Glenister)
3. More – 3:59 (Moyet, Glenister)
4. Hometime – 3:47 (Moyet, Glenister)
5. Mary, Don't Keep Me Waiting – 3:38 (Moyet, Glenister)
6. Say It – 4:00 (Carlton McCarthy, Eg White)
7. Ski – 4:22 (David Ballard, Grant Clarke, B.Gray, Lewis, Moyet)
8. If You Don't Come Back to Me – 4:30 (Moyet, Glenister)
9. Do You Ever Wonder – 3:10 (McCarthy)
10. The Train I Ride – 5:03 (Moyet, Glenister)
11. You Don't Have to Go – 4:17 (Moyet, Glenister)